# 山地凤仙花
山地凤仙花（学名：Impatiens monticola），为凤仙花科凤仙花属下的一个植物种。其种加词“monticola”意为“生长在山地的”。該物種主要分佈於四川峨眉山、重庆缙云山海拔900-1800米的山上。